# Antigua iglesia parroquial de Peebles

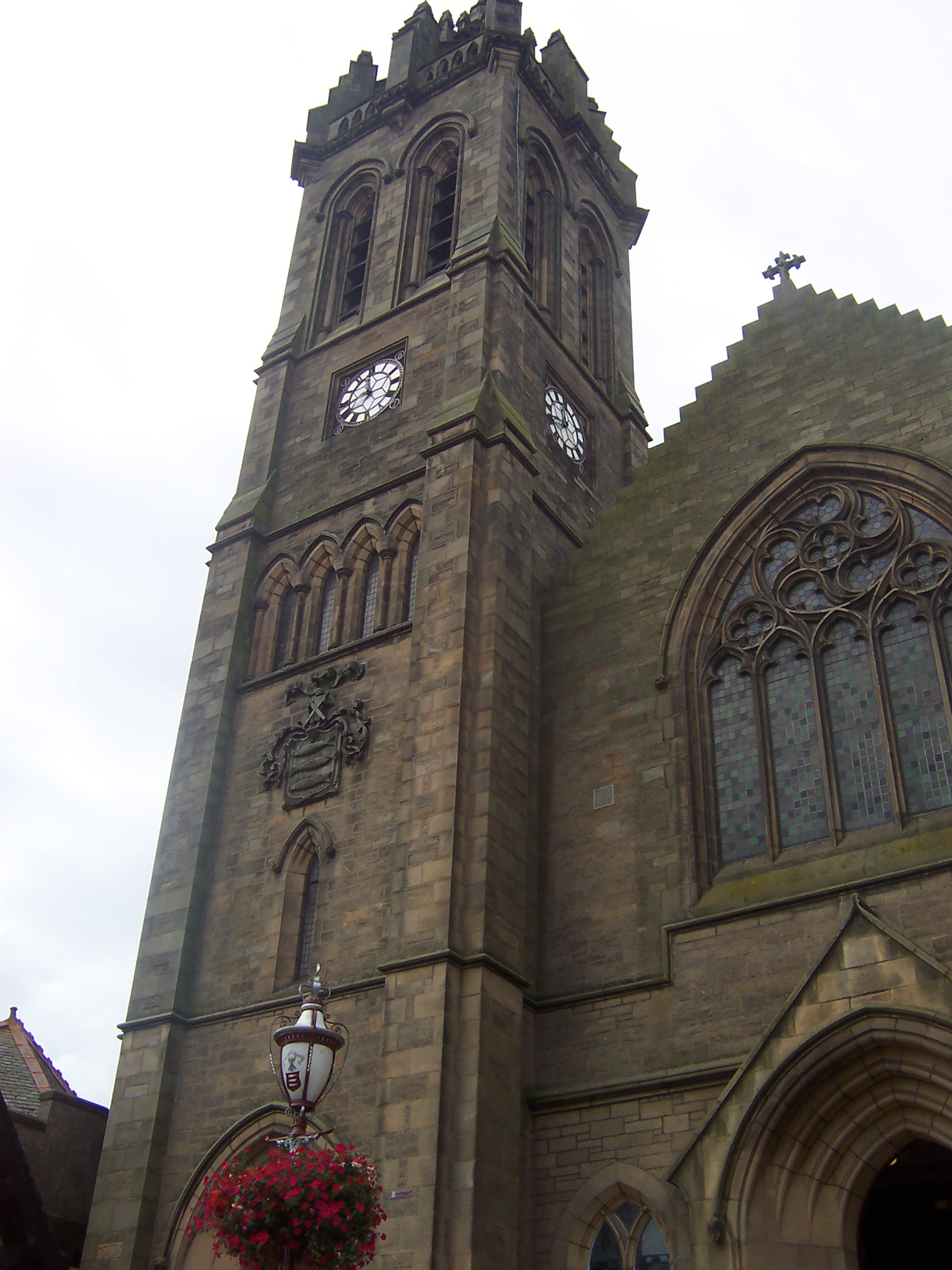
Torre de la Antigua Iglesia parroquial de Peebles.

La Antigua Iglesia parroquial de Peebles (en inglés Old Parish Church of Peebles) es la principal iglesia de Peebles, Borders, Escocia. Consagrada el 29 de marzo de 1887, se encuentra emplazada al final de High Street.
Construida entre 1885 y 1887 con un costo de £ 9.500, incluye las características de una iglesia parroquial anterior a la actual, construida ahí mismo en 1784. Su arquitecto fue el londinense William Young, quien la diseñó en estilo neogótico.